# Casimcea
Casimcea est une commune roumaine située dans le județ de Tulcea.